# Czerników (województwo łódzkie)
Czerników – wieś w Polsce położona w województwie łódzkim, w powiecie łęczyckim, w gminie Piątek.
W latach 1954–1959 wieś należała i była siedzibą władz gromady Czerników, po jej zniesieniu w gromadzie Gaj. W latach 1975–1998 miejscowość administracyjnie należała do województwa płockiego.
Zobacz też: Czerników, Czernikowo, Czerników Karski, Czerników Opatowski, Czernikówko